# صوفيا من هالشاني
صوفيا (سونكا) من هالشاني أو صوفيا هولشانسكا (نحو 1405-21 سبتمبر 1461 في كراكوف) أميرة هالشاني، وملكة بولندا بصفتها الزوجة الرابعة والأخيرة ليوغيلا، ملك بولندا ودوق ليتوانيا الأعلى. بصفتها والدة فلاديسلاف الثالث، ملك بولندا والمجر، وكازيمير الرابع، دوق ليتوانيا وملك بولندا، والدة سلالة ياغيلون.

## عقيلة ملك
في مارس 1422، انتقلت صوفيا إلى قلعة فافل في كراكوف. هناك قوبلت بالعداء من قبل أنصار الإمبراطور سيغيسموند والأميرة هيدفيغ، ولا سيما زبيغنيو أوليسنيكي، وعائلات توزينسكي وتارنوفسكي. لمدة عام، قضى الزوجان بعض الوقت بعيدًا عن بعضهما البعض: سافر يوغيلا إلى بروسيا من أجل حرب غولوب، وثم إلى ليتوانيا لقضاء الشتاء، وإلى المجر لإجراء مفاوضات مع الإمبراطور سيغيسموند بينما بقيت صوفيا في كراكوف. كانت صوفيا لوحدها في بلاط أجنبي معادٍ، أرسلت رسائل إلى يوغيلا عبرت فيها عن استيائها. فقط في أبريل 1423، اصطحب يوغيلا صوفيا في رحلة إلى روسيا. من المحتمل أن علاقتهما تحسنت خلال تلك الرحلة حيث اتخذ يوغيلا خطوات نشطة لتتويج صوفيا ملكة من قبل رئيس أساقفة غنيزنو فويتشيخ ياسترزيبيك. استمرت احتفالات التتويج في مارس 1424 خمسة أيام. استلمت صوفيا قريتي ستارا زاغش وبوغوتشيس بيرفسي بالإضافة إلى 20,000 كرزفنا من براغ غروشن.
في ليلة أكتوبر 30-31, 1424، أنجبت فلاديسلاف الثالث ملك بولندا، وهو أول وريث ذكر ولد في بولندا منذ 114 سنوات. زاد الابن من هيبة صوفيا ونفوذها السياسي في بولندا. سرعان ما انغمس الوالدان في صراع سياسي على السلطة لضمان خلافة فلاديسلاف. ادعى النبلاء البولنديون أن مطالبة يوغيلا بالعرش لم تكن وراثية وأنه يجب انتخاب ملك جديد من قبل النبلاء. أعلن النبلاء في بريست (أبريل 1425) وونتسيتسا (مايو 1426) أن فلاديسلاف لن يرث إلا إذا أكد بعض الحريات النبيلة ورفض اقتراح وصاية صوفيا. عارض يوغيلا مثل هذا القرار وواصل حملته.
في 16 مايو 1426، في كراكوف صوفيا أنجبت كازيمير، الابن الثاني ليوغيلا. لكن الصبي توفي في 2 مارس 1427. تتناقض هذه التواريخ، المقدمة في المصادر التاريخية، مع دراسة أجريت عام 1950 على الهيكل العظمي لكازيمير والتي وجدت أن العظام لطفل يبلغ من العمر 18 شهرًا تقريبًا. في ربيع عام 1427، أثناء حملها بالطفل الثالث، اتُهمت صوفيا بالخيانة الزوجية، وبالتالي ألقت بظلال الشك على أبوة فلاديسلاف وكازيمير الذي لم يكن قد ولِد بعد. قُبض على اثنين من خدمها وتعرضا للتعذيب وسمي سبعة رجال على أنهم عشاق صوفيا: أمين الصندوق هينسا روغو، وبيوتر كوروفسكي، وفورزينيك زارجبا، وجان كراسكا، ويان كونيكبولسكي، والأخوين بيوتر ودوبييسواف من سوتشينزاو. عُرضت القضية على البلاط. بعد ولادة ابنها الثالث، أقسمت صوفيا أمام البلاط على براءتها ورُفضت القضية. على الرغم من الفضيحة التي استمرت لعدة أشهر، لم يشكك أحد في أبوة أطفال صوفيا مرة أخرى.
في 29 أو 30 نوفمبر 1427، أنجبت صوفيا كازيمير الرابع ياغيلون. واصل الزوجان الملكيان العمل لضمان حقوق أبنائهما في العرش البولندي. في خريف 1428، سافر الزوجان إلى ليتوانيا ربما لدعم خطة الحصول على تاج ليتوانيا الملكي إلى الدوق الأكبر فيتاوتاس. لم يكن لدى فيتاوتاس المسن وريث وكان تاجه قد انتقل إلى يوغيلا وأبنائه. في حال أراد النبلاء البولنديون الحفاظ على الاتحاد البولندي الليتواني، فسيضطرون إلى انتخاب أبناء يوغيلا على العرش البولندي. لخص المؤرخون هذه الاستراتيجية على أنها «من ليتوانيا الوراثية إلى بولندا الوراثية». ومع ذلك، عارض النبلاء البولنديون الخطة بشدة بينما أصر فيتاوتاس على تتويجه. في النهاية، رضخ يوغيلا. خلال مؤتمر في جيدلنيا في مارس 1430، قبِل إعلان النبلاء أن فلاديسلاف لن يرث إلا إذا أكد امتيازات معينة لطبقة النبلاء وأن صوفيا لن تكون وصية. توفي فيتاوتاس في أكتوبر 1430. أدت نزاعات الخلافة في ليتوانيا إلى الحرب الأهلية الليتوانية (1431-1435) والحرب البولندية التوتونية (1431-1435). أدى ذلك إلى انهيار استراتيجية تأمين الحقوق الوراثية في بولندا عبر ليتوانيا، وفي يناير 1433، أكد يوغيلا قرارات المؤتمر في جيدلنيا. كان على الملوك البولنديين، حتى من نفس السلالة، أن ينتخبهم النبلاء.
في ديسمبر 1431، توفيت الأميرة هيدفيغ ياغيلون، المخطوبة لفريدرش الثاني، ناخب براندنبورغ، بسبب مرض دام عامًا. اتُهمت صوفيا بتسميم ربيبتها لإبعادها من نزاعات الخلافة. مرة أخرى، كان على صوفيا أن تقسم على براءتها.

## الملكة الأم
في 1 يونيو 1434، توفي يوغيلا في هورودوك. استولى الأسقف زبيغنيو أوليسنيكي وأنصاره على السلطة. في 25 يوليو 1434، بعد قرارات مؤتمر جيدلنيا، تُوج فلاديسلاف الثالث البالغ من العمر 10 سنوات ملكًا لبولندا. أسنِدت الوصاية إلى المجلس الملكي، وليس مباشرة إلى صوفيا وأوليسنيكي اللذان استمرا في النضال من أجل النفوذ في المجلس.
في صيف 1435، ساعدت صوفيا إليايش من مولدافيا، زوج أختها الصغرى، على الهروب من سجن بولندي واستعادة السلطة في مولدوفا. أقسم إليايش الولاء لفلاديسلاف ودفعت مولدوفا جزية إلى بولندا. دعمت مشروعًا لخطبة فلاديسلاف وآن، دوقة لوكسمبورغ، التي كانت في ذلك الوقت وريثة لمملكة المجر وبوهيميا. لكن المشروع فشل.
بعد وفاة سيغيسموند، الإمبراطور الروماني المقدس، انتخب النبلاء البوهيميون، ومعظمهم من الهوسيين المعارضين لألبرت النمساوي، كازيمير الرابع ياغيلون ملكًا لهم في مارس 1438 في خروديم. من غير المعروف ما إذا كانت صوفيا قد اتخذت أي إجراء لتسهيل هذه الانتخابات، لكنها دعمت بشكل عام الهوسيين بينما عارضهم أوليسنيكي بشدة. في خريف 1438، غزا الجيش البولندي بوهيميا. لكن الحملة كانت سيئة التنظيم، وبعد هزيمة أنصار كازيمير في زلينتزي، عاد الجيش إلى بولندا في أكتوبر 1438. في ديسمبر 1438، اجتمع النبلاء البولنديون في بيوتركوف تريبونالسكي وأعلنوا أن فلاديسلاف البالغ من العمر 14 عامًا قد بلغ سن الرشد. أدى ذلك إلى حل الوصاية رسميًا، لكنه لم يعزز موقف صوفيا ضد أوليسنيكي. شاركت بنشاط في تنظيم كونفدرالية «لحماية الملك والنظام في المملكة»، عارضها أوليسنيكي ودعم الهوسيين، في كوركزين الجديدة.
بعد وفاة ألبرت في أكتوبر 1439، انتخب النبلاء المجريون فلاديسلاف ملكًا لهم. رافقت صوفيا فلاديسلاف إلى الحدود المجرية. تودعا يوم 22 أبريل 1440 في تشيرشتين. كانت هذه هي المرة الأخيرة التي رأت فيها صوفيا ابنها الأكبر. في مارس 1440، قُتل سيغيسموند كوستوتايتيس، دوق ليتوانيا الأكبر. دعا النبلاء الليتوانيون بقيادة يوناس غوستاوتاس مع فلاديسلاف في المجر كازيمير إلى فيلنيوس وانتخبوه دوقًا كبيرًا. بقيت صوفيا في بولندا وكرست السنوات الأربع التالية لأرض وقلعة سانوك. بحسب ما ورد، كانت مديرة قديرة وحظيت باحترام السكان المحليين. ومع ذلك، فإن الدخل من الأرض لم يدعم أسلوب حياتها الملكي وتراكمت عليها بعض الديون.
قُتل فلاديسلاف في معركة فارنا في 10 نوفمبر 1444. دفعت الأخبار صوفيا بالعودة إلى السياسة الوطنية. في أبريل 1445، شاركت في المؤتمر في سيرادز حيث انتخب النبلاء البولنديون كازيمير ملكًا لهم. ومع ذلك، لم يكن كازيمير حريصًا على تولي العرش ورفض السفر إلى بولندا. سافرت صوفيا إلى ليتوانيا حيث قابلت كازيمير، بعد انفصال دام خمس سنوات، في هرودنا في أكتوبر 1445. رفض كازيمير القدوم إلى بولندا وعملت صوفيا خلال العامين التاليين وسيطة بين كازيمير والنبلاء البولنديين. في عام 1446، اختار النبلاء البولنديون بوليسلاف الرابع ملكًا لهم في حال رفض كازيمير. أرسلت صوفيا مرة أخرى مبعوثين إلى ابنها الذي وافق أخيرًا على أن يصبح الملك. وفقًا ليان دوغوش، أقنعت مناشدات صوفيا الأمومية النبلاء بتأكيد كازيمير كملك لهم في كوركزين الجديدة على الرغم من دعم أوليسنيكي لبوليسلاف.